# رئيس الإكوادور
رئيس الإكوادور (بالإسبانية: Presidente del Ecuador) ويسمى رسميًا الرئيس الدستوري لجمهورية الإكوادور (بالإسبانية: Presidente Constitucional de la República del Ecuador) يشغل منصب رئيس الدولة ورئيس حكومة الإكوادور. وهو أعلى منصب سياسي في البلاد كرئيس للسلطة التنفيذية للحكومة. وبموجب الدستور الحالي، يمكن للرئيس أن يخدم فترتين مدة كل منهما أربع سنوات. وقبل ذلك، كان بإمكان الرئيس أن يخدم لفترة ولاية واحدة فقط مدتها أربع سنوات.
الرئيس الحالي للإكوادور هو دانيال نوبوا أصغر رئيس في تاريخ الإكوادور الذي انتخب في 16 أكتوبر 2023 رئيس لجمهورية الإكوادور بعدما تغلب على منافسته الاشتراكية لويزا جونزاليس، بنسبة 52% مقابل 48% في جولة الإعادة، التي أجريت الأحد، وذلك بعد فرز أكثر من 94% من الأصوات، وفقاً للبيانات الأولية الصادرة عن الهيئة الانتخابية.

## التاريخ
اتسمت رئاسة الإكوادور بفترات من عدم الاستقرار، مما دفع المكتب إلى تغيير الرؤساء بشكل متكرر طوال تاريخ البلاد. تم تكليف حكومة مؤقتة أو المجلس العسكري بواجبات الرئيس خمس مرات على الأقل. وفي كثير من الأحيان، يُترك المنصب لرئيس مؤقت أو بالنيابة، وكثير منهم سيصبحون رئيسًا بعد ذلك. الرئيس الذي خدم أكبر عدد من الفترات في منصبه هو خوسيه ماريا فيلاسكو إيبارا، الذي خدم خمس فترات. قبل الرئيس رافائيل كوريا، كان آخر رئيس قضى فترة ولايته الكاملة في منصبه هو سيكستو دوران بالين، الذي خدم من عام 1992 إلى عام 1996.